# Salah Jahin
Salah Jahin (în arabă: صلاح چاهين; n. 25 decembrie 1930, neighborhood in Cairo, Egypt⁠(d), Al Qahirah, Egipt – d. 21 aprilie 1986, Cairo, Egipt) a fost un poet, textier, scenarist, dramaturg, desenator, caricaturist  și actor de cinema egiptean.

## Biografie
Salah Jahin sau pe numele sau întreg Muhammad Salah-ad-Din Bahgat Ahmed Hilmi (محمد صلاح الدين بهجت أحمد حلمي) s-a născut în 1930 în districtul Shubra din orașul Cairo într-o familie musulmană din pătura mijlocie. Casa părintească se afla în strada Jamil Pașa. 
Tatăl său, Bahgat Helmy, a fost jurist, și a lucrat ca procuror, mai târziu fiind președinte al curții de apel din Al-Mansura. Salah a studiat un timp artele plastice, în paralel cu studii juridice.
După terminarea studiilor de drept la Universitatea din Cairo în 1955 a început să scrie ca desenator în săptamânalul Rose al-Yousef și să deseneze comixuri. După un an a fost primit la lucru la noul magazin „Sabah al-Khair”  (Bună dimineața) , ajungând redactorul șef al acestuia, apoi s-a alăturat cotidianului Al-Ahram.
Alături de Fuad Haddad, Jahin a jucat un rol însemnat în crearea unei poezii egiptene - shi'r al ammiya -în limba vorbită, care până atunci era considerată doar ca vehicol al folclorului și destinată populației fără carte.
Până atunci poezia era destinată numai și numai limbii arabe standard, cunoscută sub numele Fuṣḥā (elocventă)
Denumirea de shir al-ammiya a fost dată în 1961 de un grup de tineri poeți incluzându-i pe Salah Jahin, Abd Al-Rahman Abnudi, Fuad Qaud și Said Higab care s-au intitulat "Jama't Ibn Arus"
Jahin a mai scris și câteva piese pentru teatru de păpuși.
Opereta Noaptea cea mare - Al-Laila al-Kabira s-a bucurat de o mare popularitate și este jucată până în zilele noastre. 
Jahin s-a făcut cunoscut ca naționalist și sprijinitor al politicii lui Gamal Abdel Nasser, autor de cântece patriotice, multe dintre ele fiind interpretate de cântărețul Abdel Halim Hafez.
Era considerat poetul semi-oficial al Revoluției Ofițerilor liberi din Egipt din 1952. Lui i se datorește textul imnului Egiptului din anii 1960-1979 - „Walla Zaman Ya Selahy“ (Jur că a trecut multă vreme, arma mea) care, pe melodia lui Kamal Al-Tawil, a fost intre 1969-1972 și imnul Libiei, iar, între 1965-1981 imnul Irakului. 
După eșecul Egiptului în Războiul de Șase Zile și decesul președintelui Nasser în 1970, Jahin a început să se simtă deprimat.
În 1971 a terminat de scris un poem epic despre istoria Egiptului din antichitate și până în epoca contemporană.
Într-un interviu, și-a exprimat nemulțumirea față de schimbarea bruscă a orientării politice a Egiptului, identificându-se cu figura lui Hamlet, în fața președintelui Anwar Sadat în care vedea un trădător in genul lui Claudius din drama lui Shakespeare.
În afară de poezia politică, versurile lui Jahin atacă și teme metafizice și filozofice, subiecte ca de pilda scopul existenței umane, natura binelui și răului, voia divină și cea omenească și limitele căutării de către om a libertății și fericirii.
Salah Jahin a murit la Cairo în 1986 la vârsta de 55 ani.

### Viața privată
Jahin a fost căsătorit de două ori: mai întâi în 1955 cu pictorița Sawsan Muhammad Zaki care a lucrat la Fundația Al Hilal, și cu care a avut doi copii:o fiică, Amina, și un fiu, poetul Bahaa. În 1967 s-a căsătorit cu actrița palestiniană Mona Jean Qattan, (născută la Haifa) cu care a avut o fiică, Samia Jahin (n. 1980), actriță și activistă politică.

## In memoriam
- 21 aprilie 2005 - cu ocazia împlinirii a 21 ani de la moartea lui Jahin televiziunea oficială egipteană a difuzat un serial despre versurile sale „Rubaiyat”
- 25 decembrie 2013 - aniversarea a 83 ani de la nașterea lui Jahin a fost comemorată in logo-ul Google, care a înfățișat o scena populara inspirată din scrierile sale

## Opera

### Versuri
- Ruba'iyat (Catrene)

În 1963 Jahin a publicat catrenele sale (rubayiat), în care și-a exprimat credințele, emoțiile și concepția despre viață, despre condiția umană, bine și rău.  
Fiecare vers se încheie cu expresia ironică „Agabi” sau „Cât de ciudat”.
Catrenele sale sunt considerate de unii critici ca cea mai mare realizare poetică din Egipt din ultimii 50 ani ai secolului al XX-lea
Ele au fost puse pe muzică de compozitorul Sayed Maqawi și interpretate de Ali Al-Hagar.
- În numele Egiptului (اسم مصر Ala Esm Masr)

poem epic povestind istoria Egiptului și exprimând dragostea poetului pentru țara sa
Fiecare vers se încheie cu expresia „În numele Egiptului”, dar  cu semnificații diferite.
- Alte volume de versuri
  - An al-qamar wa al-teen (1961).
  - Qasaqis Waraq, (1966).
  - Dawawin Salah Jahin, (1977).
  - Angham Siptambirriyah, (1984).

### Texte de cântece
Jahin a scris cuvintele pentru numeroase cantece, majoritatea patriotice, care au fost interpretate de Abdel Haim Hafez.
Între ele se pot menționa:
- Sura (Fotografia)
- Ehna al-shaab (Noi sunem poporul)
- Khaly al-selah sahy  (O, armă, fii gata)
- Ya ahlan belma'arek (Bine ați venit, bătălii)
- Al-mas'uliya  (Răspundere)

În 2010  cântărețul egiptean Tony Kaldas a compus un cântec pe versuri de Jahin, cu acompaniament de pian clasic.

### Operete
- Noaptea cea mare - pentru teatru de păpuși (El-leila el-kebira")

### Activitatea cinematografică
Jahin a scris 8 scenarii de film și a jucat în 8 filme și seriale, uneori alături de a doua sa soție, Mona Qattan, a activat și ca producător de filme. 
- Scenarii:
  - Întoarcerea fiului risipitor (Awdat al ibn al dal), regia: Yussef Shahin (1978)
  - Hoțul și câinii (Al less wal kilab) după un roman de Naghib Mahfuz)
  - Ai grijă de Zuzu (Khalli ballak min Zuzu - خلي بالك من زوزو -1972)
  - Shafika și Metwali (شفيقة ومتولي 1981)

(În aceste ultime două filme sunt de menționat cântecele interpretate de cântăreața Suad Husni (1943-2001): 
"Ya wad ya te'il", "Khalli ballak min Zuzu", "El-hayah ba'a lonha bambi"(Viața s-a facut în roz) și "El-donia rabe'" or "E primavară")
- - Prințesa dragostei mele, Anna (Amira Hubbi Anna أميرة حبي أنا) în regia lui Hassan El Emam si Hussein Mahmud
- serialul Ghicitori - cu ocazia lunii Ramadan
- serialul El și ea (هو وهي Hua wehia) cu Ahmed Zaki și Suad Husni

Jahin a mai jucat în filmele Martir pentru dragostea divină (1962), Nu este timp pentru dragoste (1963), Mamelucii (1965)

## Premii și onoruri
- 1965- Ordinul egiptean pentru  știință și artă, clasa I.